# Ferreira (Paços de Ferreira)
Ferreira is een plaats (freguesia) in de Portugese gemeente Paços de Ferreira en telt 4085 inwoners (2001).